# Ceratocanthus undulatus
Ceratocanthus undulatus är en skalbaggsart som beskrevs av Edgar von Harold 1874. Ceratocanthus undulatus ingår i släktet Ceratocanthus och familjen Hybosoridae. Inga underarter finns listade i Catalogue of Life.